# Такаты (хребет)
 Такаты (баш. Таҡаты) — горный хребет на Южном Урале. Находится на территории Ишимбайского и Гафурийского районов Башкортостана.
Хребет Такаты Башкирского (Южного) Урала вытянут с юга на север от реки Такаты (приток р. Зилим) до истока р. Аюлы (приток р. Ряузяк) в Ишимбайском и Гафурийском районах РБ.
Длина — 20 км, ширина 5—6 км, высота — 657 м. Имеются 5 вершин высотой от 485 до 657 м (горы Караарка, Узункуртсырт, Яманташ).
Рельеф низкогорный с платообразными вершинами, речными долинами и ложбинами.
Сложен из терригенных пород венда.
Хребёт даёт начало рекам притокам реки Зилим (реки Такаты, Караелга, Балаелга, Зайныш и др.).
Ландшафты — широколиственно темнохвойные леса на горных светло-серых лесных и бурых почвах.